# شارل دللین
شارل دِلِلین (فرانسوی: Charles Delelienne‎; ۲۵ فوریهٔ ۱۸۹۲ – ۶ فوریه ۱۹۸۴) بازیکن هاکی روی چمن اهل بلژیک بود.